# 5210 Сен-Санс
5210 Сен-Санс (5210 Saint-Saëns) — астероїд головного поясу, відкритий 7 березня 1989 року.
Тіссеранів параметр щодо Юпітера — 3,486.